# Adelson Viana
Adelson Viana (Fortaleza, 25 de fevereiro de 1971) é um compositor, acordeonista, pianista, arranjador e produtor musical brasileiro.

## Discografia
- Acordeom Brasileiro (2005)
- Na Pisada que Todo Nordestino Gosta (2007)
- Da Cidade ao Sertão (2009)
- Instrumental Ao Vivo (2010)
- Duo Dobrado com Nonato Luiz (2010)
- Música Popular Nordestina (2011)
- O Nordeste nas Canções de Luiz Gonzaga (2013)
- Acordeom Brasileiro Vol. II (2015)
- Pra Ser Feliz (2016)